# Rodolfo Santos
Rodolfo Santos detto Rox (1987) è un giocatore di football americano brasiliano, che gioca come safety per il Vasco Almirantes.

## Palmarès
- 2 Brasil Bowl (Sada Cruzeiro/Galo Futebol Americano, 2017, 2018)
- 1 Torneio Touchdown (Jaraguá Breakers, 2013)
- 2 Campeonato Mineiro de Futebol Americano (Galo Futebol Americano, 2018, 2019)
- 1 Copa Minas de Futebol Americano (Sada Cruzeiro, 2017)